# 计算机逻辑
计算机逻辑描述应用于计算机科学和人工智能的逻辑。它包括：
- 以在计算机科学中的应用为导向的逻辑学研究。例如：组合子逻辑和抽象释义；
- 以逻辑形式自然表达的计算机科学基本概念。例如：编程语言的形式语义，霍尔逻辑和逻辑编程；
- 计算理论的关注形式逻辑的基本问题的方面。例如：Curry-Howard对应和博弈语义；
- 被当作应用计算机科学的逻辑工具。例如：自动定理证明和模型效验。
- 软件（和硬件）开发的形式方法，比如在Z符号中使用谓词逻辑。

基本数理逻辑比如命题逻辑和谓词逻辑（通常联合上集合论）的研究被认为是对任何大学计算机科学课程都非常重要的理论基础。高阶逻辑通常不教，但在定理证明工具如HOL中是很重要的。
有相关的一个年刊IEEE Symposium on Logic in Computer Science（LICS）。

## 书籍
- Mathematical Logic for Computer Scienceby Mordechai Ben-Ari. Springer-Verlag, 2nd edition, 2003. ISBN 1852333197.
- Logic in Computer Science: Modelling and Reasoning about Systems（页面存档备份，存于） by Michael Huth, Mark Ryan. Cambridge University Press, 2nd edition, 2004. ISBN 052154310X.
- Logic for Mathematics and Computer Science by Stanley N. Burris. Prentice Hall, 1997. ISBN 0132859742.